# Admiral Golovko (456)
Admiral Golovko (em russo: Адмирал Головко) é uma fragata multifunção de mísseis guiados da classe Admiral Gorshkov da Marinha Russa, sendo o terceiro navio da classe e o segundo em série.

## História da construção
A Admiral Golovko teve a quilha batida em 1 de fevereiro de 2012.
Inicialmente, estava previsto que a fragata Admiral Golovko fosse lançada ao mar até o final de 2017, com um atraso de dois anos em relação ao cronograma original. As razões oficiais para o adiamento não foram divulgadas, mas, segundo fontes da indústria militar, o atraso estaria relacionado à demora na entrega do sistema de propulsão, que utilizava turbinas a gás de fabricação ucraniana.
No final de março de 2020, a fragata foi transferida do estaleiro coberto para um dique flutuante para dar continuidade aos trabalhos, incluindo a instalação do bulbo de proa e dos eixos propulsores, a montagem das seções da superestrutura com mastro integrado e a pintura da parte submersa do casco.
Foi lançada ao mar em 22 de maio de 2020, com a entrega à Marinha inicialmente prevista para o final de 2022.
Em dezembro de 2020, foram instaladas turbinas a gás russas de substituição por importação, fabricadas pela NPO Saturn.
Em 10 de julho de 2021, a imprensa informou que a Admiral Golovko será o primeiro navio a operar permanentemente os mísseis hipersônicos Tsirkon.
Em 25 de dezembro de 2023, foi hasteada a bandeira naval de Santo André, e a fragata foi oficialmente incorporada à Frota do Norte.

## Comandantes
- Capitão de 2ª classe Andrei Slavin (desde 2024)[13]

## Ligações
- A fragata Almirante Golovko foi cerimoniosamente depositada no estaleiro Severnaya Verf